# Émile Kahn
 (janvier 2021).
Pour les articles homonymes, voir Kahn.
Émile Joseph Kahn (né le 21 décembre 1876 à Paris 10e - mort le 21 janvier 1958 à Montpellier) fut président de la Ligue des droits de l'homme de 1953 à 1958.

## Biographie

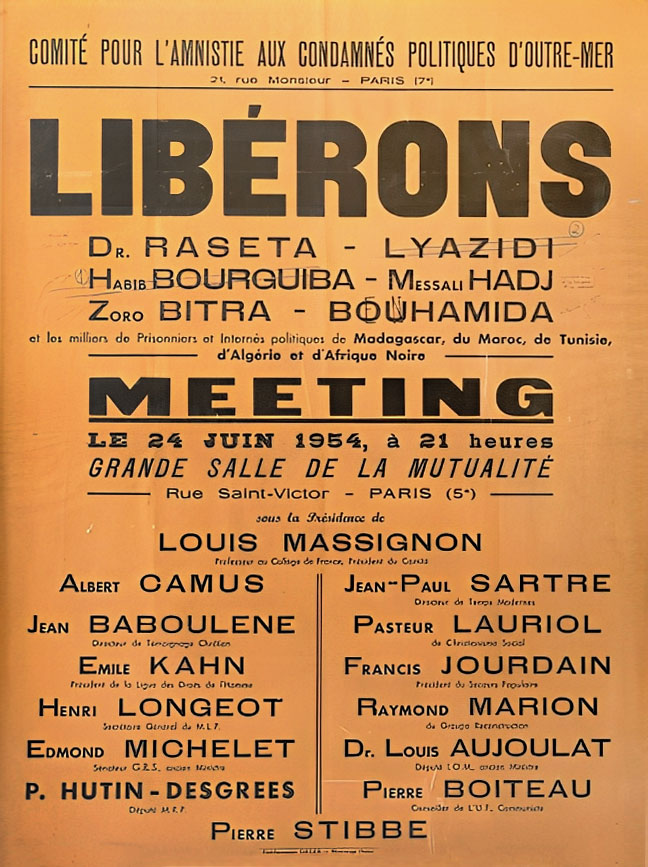
Meeting pour la libération des prisonniers et internés politiques de Madagascar, du Maroc, de Tunisie, d’Algérie et d’Afrique Noire, en présence d'Émile Kahn, 24 juin 1954.

Secrétaire général de la Ligue des droits de l'homme de 1932 à 1953, Émile Kahn en devint le président en 1953 et le resta jusqu'à sa mort en 1958. Dans les années 1930, il fut un fervent partisan du Front populaire. Par la suite, comme de nombreux socialistes, il incarne sur la question coloniale une tendance favorable à la mission civilisatrice de l'Empire colonial français. Violemment hostile au rejet global de la colonisation et à la possibilité d'une certaine auto-détermination pour les peuples indigènes, il pense au contraire qu'il est du devoir des puissances coloniales de civiliser les indigènes jusqu'au moment où ceux-ci seront capables d'exercer leurs droits humains,.
En 1957, il publie Au combat pour la démocratie, édité par la Ligue, dans lequel il exprime ses idées politiques et son combat en faveur des droits de l'homme.
Il fut marié trois fois. Sa première femme fut Suzanne Haymann Goldsticker (née en 1883) qu'il épousa le 29 mars 1906, à Paris IXe  et dont il divorça le 12 juillet 1911[4]. Sa deuxième femme fut Julia Augustine Cartier qu'il épousa le 27 juin 1912 à Eaux-Vives , Suisse [4]. Sa dernière épouse fut Suzanne Collette-Kahn (1884-1975), professeure agrégée d'allemand, laquelle fut vice-présidente de la Ligue des droits de l'homme et secrétaire générale de la Fédération internationale des droits de l'homme. Ce dernier mariage eut lieu le 23 décembre 1937, à Paris VIe [4].

## Citation
«  La Ligue des Droits de l'Homme reste attachée à cette idée que les hommes enrôlés sous les drapeaux sont encore des citoyens et qu'ils peuvent être appelés à avoir le choix entre deux devoirs: celui d'obéir à leurs chefs ou de défendre, contre eux, la Constitution et la République. » (le 13 mai 1935)

## Archives
- Inventaire du fonds d'archives d'Émile Kahn conservé à La Contemporaine.